# Cordisburgo
Cordisburgo este un oraș în unitatea federativă Minas Gerais (MG), Brazilia.
1. ↑   https://cidades.ibge.gov.br/brasil/mg/cordisburgo/panorama Lipsește sau este vid: |title= (ajutor)